# Saint-Pons, Alpes-de-Haute-Provence
Saint-Pons är en kommun i departementet Alpes-de-Haute-Provence i regionen Provence-Alpes-Côte d'Azur i sydöstra Frankrike. Kommunen ligger  i kantonen Barcelonnette som ligger i arrondissementet Barcelonnette. År 2022 hade Saint-Pons 613 invånare.

## Befolkningsutveckling
Antalet invånare i kommunen Saint-Pons
Referens: INSEE